# 文特龙
文特龙（法語：Ventron，法語發音：[vɛntʁɔ̃] ⓘ）是法国大東部大區孚日省的一个市镇，属于埃皮纳勒区。

## 地理
文特龙（47°56'25"N, 6°52'21"E）面积24.97 平方千米，位于法国大東部大區孚日省，该省份为法国东北部内陆省份，北起默兹省和默尔特-摩泽尔省，西接上马恩省，南至上索恩省和贝尔福地区省，东临上莱茵省和下莱茵省。
与文特龙接壤的市镇（或旧市镇、城区）包括：科尔尼蒙、费勒林、克吕特、比桑、勒梅尼勒。

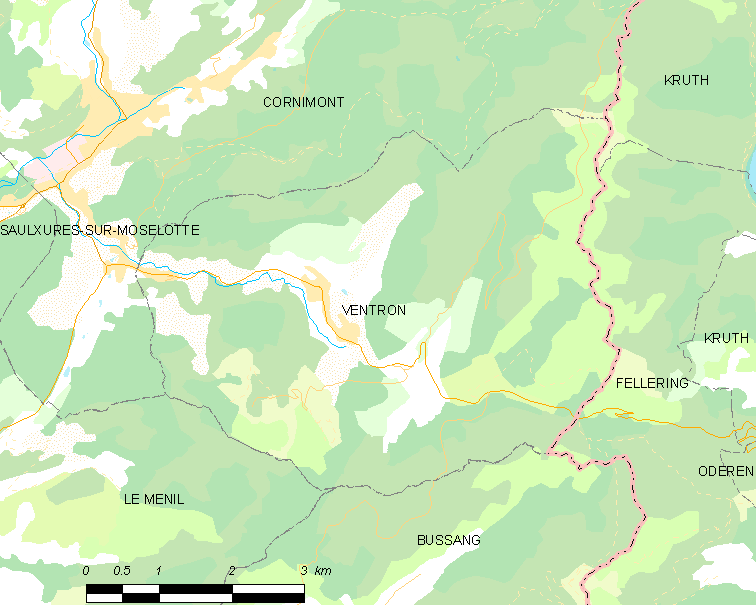
文特龙的OSM定位图

文特龙的时区为UTC+01:00、UTC+02:00（夏令时）。

## 行政
文特龙的邮政编码为88310，INSEE市镇编码为88500。

## 政治
文特龙所属的省级选区为拉布雷斯县。

## 人口

1962-2008年间文特龙人口变化图示

文特龙于2022年1月1日时的人口数量为839人。